# セルゲイ・ヴィノグラドスキー

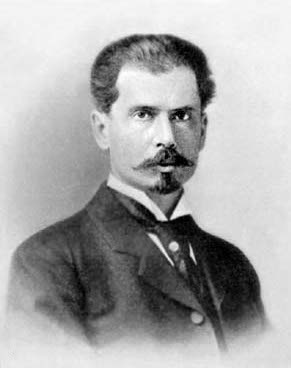

セルゲイ・ヴィノグラドスキー（ヴィノグラツキー、ウクライナ語: Сергі́й Микола́йович Виногра́дський, ロシア語: Сергей Николаевич Виноградский, 転記例: Sergei Nikolaievich Winogradsky　もしくは Vinogradskyi、1856年9月13日 - 1953年2月25日）は、ウクライナ（ロシア）の微生物学者、土壌学者である。
硫黄細菌、鉄細菌、硝化菌などの研究で知られる。硫化水素を酸化するエネルギーで自分の体を合成する硫黄細菌（ベギアトア）を発見し、アンモニウム塩を酸化して硝酸塩に変える、2種類の細菌、アンモニウム酸化菌と亜硝酸酸化菌が存在することを証明した。土壌のなかに空気中の窒素をアンモニアに変える窒素固定菌（クリストリジュウム菌）を分離し、純粋培養した。

## 生涯
キーウに生まれた。キーウの大学を中退した後、サンクトペテルブルク音楽院で2年間ピアノ演奏を学んだ。1877年に、サンクトペテルブルク大学に入学し、化学をニコライ・メンシュトキン、植物学をアンドレイ・ファミンツィンに学んだ。1884年に植物学の学位を得て、翌年、ストラスブール大学で植物学者、微生物学者のアントン・ド・バリーのもとで微生物の研究を行い、硫黄細菌の研究で有名になった。1888年にスイスのチューリヒに移り、アンモニウム酸化菌と亜硝酸酸化菌などの研究を行った。1891年から1905年の間はサンクトペテルブルクに戻り、実験医学研究所の微生物学をひきいた。1901年、モスクワ自然史学会の名誉会員になり、1902年フランス科学アカデミーの友好会員に選ばれた。1905年に一旦、科学的な活動から引退し、チューリヒに住んだ後、1922年にパリ近郊のパスツール研究所の農業微生物学（agricultural bacteriology）部門の部長の職をうけ、研究に復帰した。1935年レーウェンフック・メダル受賞。1940年に引退し、パリで没した。